# Islandia na Zimowych Igrzyskach Olimpijskich 2018
Islandia na Zimowych Igrzyskach Olimpijskich 2018 – występ kadry sportowców reprezentujących Islandię na igrzyskach olimpijskich w Pjongczangu w 2018 roku.
W kadrze znalazło się pięcioro zawodników – trzech mężczyzn i dwie kobiety. Reprezentanci Islandii wystąpili w dziewięciu konkurencjach w dwóch dyscyplinach sportowych – biegach narciarskich i narciarstwie alpejskim.
Funkcję chorążego reprezentacji Islandii podczas ceremonii otwarcia igrzysk pełniła alpejka Freydís Halla Einarsdóttir, a podczas ceremonii zamknięcia – biegacz narciarski Snorri Eythor Einarsson. Reprezentacja Islandii weszła na stadion jako 44. w kolejności, pomiędzy ekipami z Argentyny i Irlandii.
Był to 18. start reprezentacji Islandii na zimowych igrzyskach olimpijskich i 39. start olimpijski, wliczając w to letnie występy.

## Skład reprezentacji

### Biegi narciarskie
| Konkurencja                                         | Zawodnik                | Kwalifikacje | Kwalifikacje | Ćwierćfinały | Ćwierćfinały | Półfinały | Półfinały | Finały    | Finały  | Finały  |
| Konkurencja                                         | Zawodnik                | Czas         | Miejsce      | Czas         | Miejsce      | Czas      | Miejsce   | Czas      | Strata  | Miejsce |
| --------------------------------------------------- | ----------------------- | ------------ | ------------ | ------------ | ------------ | --------- | --------- | --------- | ------- | ------- |
| Bieg indywidualny kobiet na 10 km stylem dowolnym   | Elsa Guðrún Jónsdóttir  | —            | —            | —            | —            | —         | —         | 31:12,8   | +6:12,3 | 78.     |
| Sprint indywidualny mężczyzn stylem klasycznym      | Isak Stianson Pedersen  | 3:24,57      | 56. nq       | NQ           | NQ           | NQ        | NQ        | NQ        | NQ      | 56.     |
| Bieg indywidualny mężczyzn na 15 km stylem dowolnym | Snorri Eythor Einarsson | —            | —            | —            | —            | —         | —         | 37:05,6   | +3:21,7 | 56.     |
| Bieg łączony mężczyzn na 30 km                      | Snorri Eythor Einarsson | —            | —            | —            | —            | —         | —         | 1:23:33,9 | +7:13,9 | 56.     |
| Bieg masowy mężczyzn na 50 km stylem klasycznym     | Snorri Eythor Einarsson | —            | —            | —            | —            | —         | —         | DNF       | DNF     | DNF     |

### Narciarstwo alpejskie
| Konkurencja            | Zawodnik                   | Przejazd 1 | Przejazd 1 | Przejazd 2 | Przejazd 2 | Czas łączny | Miejsce |
| Konkurencja            | Zawodnik                   | Czas       | Miejsce    | Czas       | Miejsce    | Czas łączny | Miejsce |
| ---------------------- | -------------------------- | ---------- | ---------- | ---------- | ---------- | ----------- | ------- |
| Slalom kobiet          | Freydís Halla Einarsdóttir | 56,49      | 46.        | 56,66      | 42.        | 1:53,15     | 41.     |
| Slalom gigant kobiet   | Freydís Halla Einarsdóttir | 1:20,02    | 51.        | DNF        | DNF        | DNF         | DNF2    |
| Slalom mężczyzn        | Sturla Snær Snorrason      | DNS        | DNS        | DNS        | DNS        | DNS         | DNS     |
| Slalom gigant mężczyzn | Sturla Snær Snorrason      | DNF        | DNF        | DNS        | DNS        | DNF         | DNF1    |